# Gertrud Rask Land
Gertrud Rask Land ist eine grönländische Region im Nordost-Grönland-Nationalpark.

## Geografie
Gertrud Rask Land befindet sich im äußersten Norden Peary Lands, der nördlichsten Region Grönlands. Es wird im Westen vom Benedict Fjord begrenzt und im Osten vom Sands Fjord. Vor der Küste liegt die dauernd zugefrorene Lincolnsee.

## Geschichte
Das Gebiet wurde während Lauge Kochs Jubiläumsexpedition von 1920 bis 1923 zu Ehren von Gertrud Rask, der Ehefrau des Missionars Hans Egede, benannt.